# USS Lake Champlain (CG-57)
El USS Lake Champlain (CG-57), bautizado así en honor a la batalla del lago Champlain, es un crucero lanzamisiles de la clase Ticonderoga de la Armada de los Estados Unidos.

## Nombre
Su nombre USS Lake Champlain honra a la batalla del lago Champlain (1814) de la guerra civil estadounidense.

## Construcción
Ordenado el 16 de diciembre de 1983, iniciado en el Ingalls Shipbuilding (Misisipi) el 3 de marzo de 1986. Fue botado el 3 de abril de 1987 y asignado el 12 de agosto de 1988.

## Historial de servicio

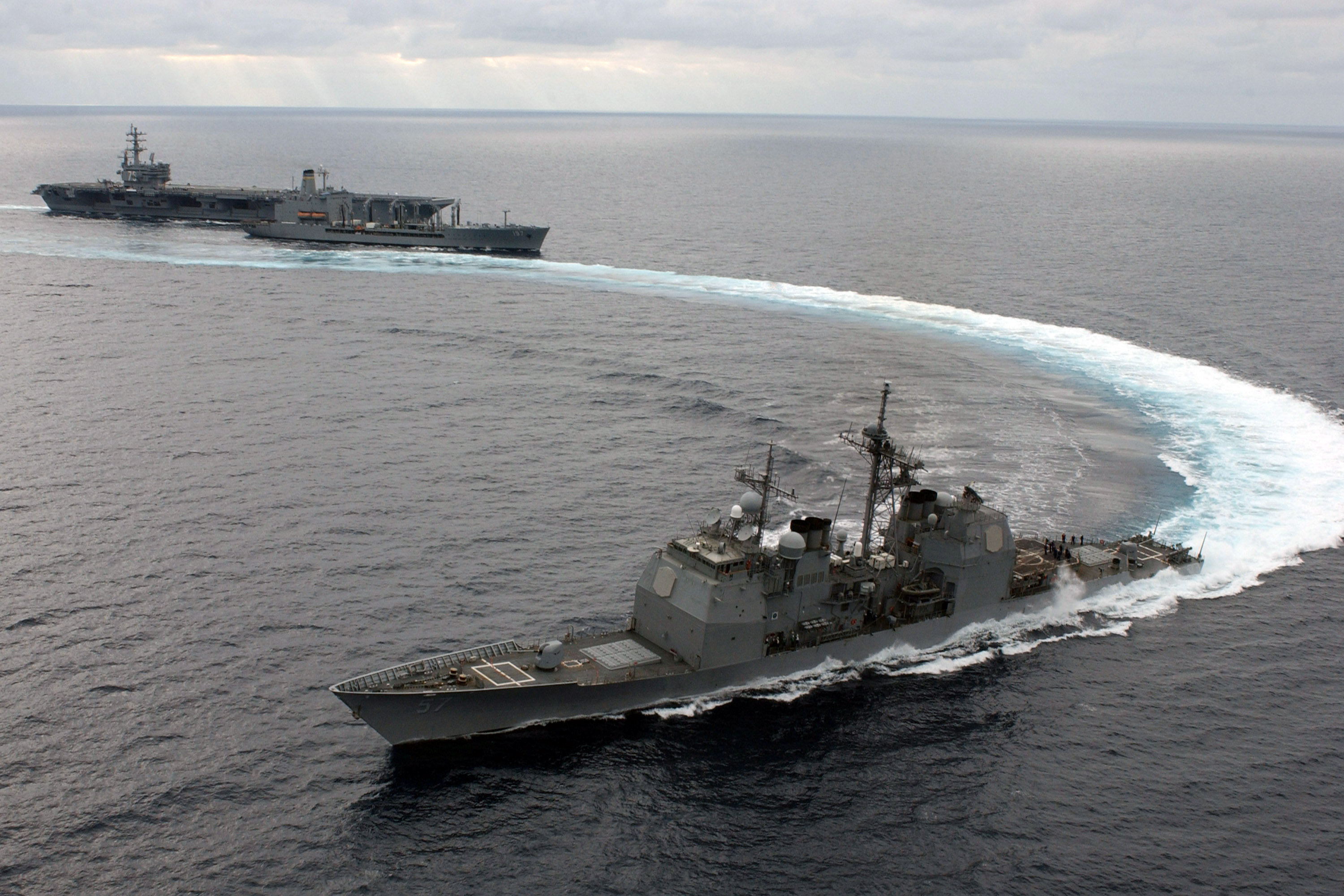
USS Lake Champlain navegando en el año 2004.

Está asignado en la Flota del Pacífico y su apostadero es la base naval de San Diego (California). Entrará en proceso de retiro en 2023.
El Lake Champlain fue dado de baja durante una ceremonia en la Base Naval de San Diego el 1 de septiembre de 2023. Permanece en la Marina porque planean utilizarla como activo de apoyo logístico.